# Never Let Go
Never Let Go è un album dal vivo del gruppo rock progressivo britannico Camel, pubblicato nel 1993.

## Tracce

### Disco 1
1. Never Let Go – 7:22
2. Earthrise – 8:02
3. Rhayader – 2:23
4. Rhayader Goes to Town – 5:14
5. Spirit of the Water – 3:03
6. Unevensong – 5:44
7. Echoes – 7:48
8. Ice – 10:21
9. City Life – 5:10
10. Drafted – 4:12

### Disco 2
1. Dust Bowl – 1:58
2. Go West – 3:47
3. Dusted Out – 1:36
4. Mother Road – 3:44
5. Needles – 3:31
6. Rose of Sharon – 5:32
7. Milk 'N' Honey – 3:28
8. End of the Line – 7:27
9. Storm Clouds – 3:16
10. Cotton Camp – 2:28
11. Broken Banks – 0:45
12. Sheet Rain – 2:20
13. Whispers – 1:06
14. Little Rivers and Little Rose – 2:10
15. Hopeless Anger – 4:54
16. Whispers in the Rain – 3:56
17. Sasquatch – 4:58
18. Lady Fantasy – 15:28

## Formazione
- Andrew Latimer - chitarra, flauto, tastiera, voce
- Colin Bass - basso, tastiera, voce
- Paul Burgess - batteria
- Mickey Simmonds - tastiera